# ATP Finals 2023
Pour un article plus général, voir Masters de tennis masculin.
Les ATP Finals 2023 (officiellement les Nitto ATP Finals 2023), également appelés Masters 2023 dans le langage courant, sont la 54e édition du Masters de tennis masculin, qui réunit les huit meilleurs joueurs disponibles de la saison 2023 de l'ATP en simple. Les huit meilleures équipes de double sont également réunies pour la 49e fois.
La compétition se déroule au Pala Alpitour de Turin, du 12 au 19 novembre 2023.

## Primes et points
| Tour                             | Prime       | Points |
| -------------------------------- | ----------- | ------ |
| Cumul pour le vainqueur invaincu | 4 801 500 $ | 1 500  |
| Pour la victoire en finale       | 2 201 000 $ | + 500  |
| Pour la victoire en demi-finale  | 1 105 000 $ | + 400  |
| Pour chaque match de poule gagné | 390 000 $   | + 200  |
| Pour chaque participant*         | 325 500 $   | –      |
| Pour chaque remplaçant           | 152 500 $   | –      |

* Pour 3 matchs joués (162 750 $ pour un match, 244 125 $ pour 2 matchs)
| Tour                             | Prime     | Points |
| -------------------------------- | --------- | ------ |
| Cumul pour l'équipe invaincue    | 943 650 $ | 1 500  |
| Pour la victoire en finale       | 351 000 $ | + 500  |
| Pour la victoire en demi-finale  | 175 650 $ | + 400  |
| Pour chaque match de poule gagné | 95 000 $  | + 200  |
| Pour chaque équipe participante* | 132 000 $ | –      |
| Pour chaque équipe remplaçante   | 50 850 $  | –      |

* Pour 3 matchs joués (66 000 $ pour un match, 99 000 $ pour 2 matchs)

## Faits marquants

### Pendant le tournoi
En gagnant son premier match face à Holger Rune, Novak Djokovic s'assure de finir l'année à la première place du classement ATP pour la huitième fois de sa carrière. Il égale ainsi le record de l'allemande Steffi Graf, huit fois première du classement WTA en fin de saison.
Stéfanos Tsitsipás abandonne après trois jeux lors de son deuxième match à cause d'une blessure au dos. Il est remplacé pour son dernier match par Hubert Hurkacz.
Jannik  Sinner bat pour la première fois Novak Djokovic pour leur quatrième confrontation. Il met également fin à la série de 19 victoires consécutives du Serbe sur le circuit.

### Lauréats
Le tenant du titre Novak Djokovic remporte le tournoi en simple en battant en finale Jannik Sinner. Il devient le joueur le plus âgé à remporter le tournoi à 36 ans et 5 mois. Il remporte son 98e titre ATP en simple et son septième Masters, dépassant le record qu'il co-détenait avec Roger Federer.
En double, les tenants du titre Rajeev Ram et Joe Salisbury décrochent leur 13e titre ensemble en s'imposant en finale face à Marcel Granollers et Horacio Zeballos. Il s'agit respectivement de leur 30e et 16e titre ATP en double.

## Résultats en simple

### Participants
| Ordre de qualification | Classement ATP Race | Date de qualification | Meilleure performance | Joueur             | Résultat    |
| ---------------------- | ------------------- | --------------------- | --------------------- | ------------------ | ----------- |
| 1                      | 2                   | 17 juillet 2023       | -                     | Carlos Alcaraz     | DF (2V, 2D) |
| 2                      | 1                   | 19 août 2023          | V (6)                 | Novak Djokovic     | V (4V, 1D)  |
| 3                      | 3                   | 5 septembre 2023      | V (1)                 | Daniil Medvedev    | DF (2V, 2D) |
| 4                      | 4                   | 7 octobre 2023        | RR (1)                | Jannik Sinner      | F (4V, 1D)  |
| 5                      | 5                   | 26 octobre 2023       | DF (1)                | Andrey Rublev      | RR (0V, 3D) |
| 6                      | 6                   | 2 novembre 2023       | V (1)                 | Stéfanos Tsitsipás | RR (0V, 2D) |
| 7                      | 7                   | 3 novembre 2023       | V (2)                 | Alexander Zverev   | RR (2V, 1D) |
| 8                      | 8                   | 3 novembre 2023       | -                     | Holger Rune        | RR (1V, 2D) |

### Remplaçants
| Classement ATP Race | Joueur         | Résultat    |
| ------------------- | -------------- | ----------- |
| 9                   | Hubert Hurkacz | RR (0V, 1D) |
| 10                  | Taylor Fritz   |             |

### Confrontations avant le Masters
| Joueur             | ND     | CA    | DM     | JS    | AR    | ST     | AZ     | HR    | Total V-D | % victoires |
| ------------------ | ------ | ----- | ------ | ----- | ----- | ------ | ------ | ----- | --------- | ----------- |
| Novak Djokovic     |        | 2 - 2 | 10 - 5 | 3 - 0 | 5 - 1 | 11 - 2 | 8 - 4  | 2 - 2 | 41 - 16   | 71,9 %      |
| Carlos Alcaraz     | 2 - 2  |       | 2 - 2  | 3 - 4 | 0 - 0 | 5 - 0  | 3 - 3  | 2 - 1 | 17 - 12   | 58,6 %      |
| Daniil Medvedev    | 5 - 10 | 2 - 2 |        | 6 - 2 | 6 - 2 | 9 - 4  | 10 - 7 | 1 - 1 | 39 - 28   | 58,2 %      |
| Jannik Sinner      | 0 - 3  | 4 - 3 | 2 - 6  |       | 4 - 2 | 2 - 5  | 1 - 4  | 0 - 2 | 13 - 25   | 34,2 %      |
| Andrey Rublev      | 1 - 5  | 0 - 0 | 2 - 6  | 2 - 4 |       | 5 - 6  | 3 - 5  | 2 - 1 | 15 - 27   | 35,7 %      |
| Stéfanos Tsitsipás | 2 - 11 | 0 - 5 | 4 - 9  | 5 - 2 | 6 - 5 |        | 9 - 4  | 0 - 2 | 26 - 38   | 40,6 %      |
| Alexander Zverev   | 4 - 8  | 3 - 3 | 7 - 10 | 4 - 1 | 5 - 3 | 4 - 9  |        | 0 - 1 | 27 - 35   | 43,5 %      |
| Holger Rune        | 2 - 2  | 1 - 2 | 1 - 1  | 2 - 0 | 1 - 2 | 2 - 0  | 1 - 0  |       | 10 - 7    | 58,8 %      |

Source :(en) « Head2Head », sur atptour.com

### Phase de poules

#### Groupe Vert
- Novak Djokovic (no 1)
- Jannik Sinner (no 4)
- Stéfanos Tsitsipás (no 6)
- Holger Rune (no 8)
- +  Hubert Hurkacz (no 9)

##### Résultats
| Date                  | Vainqueur      | Vaincu             | Score           | Durée      |
| --------------------- | -------------- | ------------------ | --------------- | ---------- |
| 12 nov. à 14 h 30 CET | Jannik Sinner  | Stéfanos Tsitsipás | 6-4, 6-4        | 1 h 25 min |
| 12 nov. à 21 h CET    | Novak Djokovic | Holger Rune        | 7-64, 61-7, 6-3 | 3 h 6 min  |
| 14 nov. à 14 h 30 CET | Holger Rune    | Stéfanos Tsitsipás | 2-1 ab.         | 0 h 17 min |
| 14 nov. à 21 h CET    | Jannik Sinner  | Novak Djokovic     | 7-5, 65-7, 7-62 | 3 h 9 min  |
| 16 nov. à 14 h 30 CET | Novak Djokovic | Hubert Hurkacz     | 7-61, 4-6, 6-1  | 2 h 5 min  |
| 16 nov. à 21 h CET    | Jannik Sinner  | Holger Rune        | 6-2, 5-7, 6-4   | 2 h 32 min |

##### Classement
| Rang poule | Classement ATP Race | Joueur             | Match(s) G-P | Set(s) G-P | Jeux G-P |
| ---------- | ------------------- | ------------------ | ------------ | ---------- | -------- |
| 1          | 4                   | Jannik Sinner      | 3-0          | 6-2        | 49-39    |
| 2          | 1                   | Novak Djokovic     | 2-1          | 5-4        | 54-49    |
| 3          | 8                   | Holger Rune        | 1-2          | 4-4        | 29-36    |
| 4          | 9                   | Hubert Hurkacz     | 0-1          | 1-2        | 13-17    |
| 5          | 6                   | Stéfanos Tsitsipás | 0-2          | 0-4        | 8-12     |

#### Groupe Rouge
- Carlos Alcaraz (no 2)
- Daniil Medvedev (no 3)
- Andrey Rublev (no 5)
- Alexander Zverev (no 7)

##### Résultats
| Date                  | Vainqueur        | Vaincu           | Score          | Durée      |
| --------------------- | ---------------- | ---------------- | -------------- | ---------- |
| 13 nov. à 14 h 30 CET | Alexander Zverev | Carlos Alcaraz   | 63-7, 6-3, 6-4 | 2 h 31 min |
| 13 nov. à 21 h CET    | Daniil Medvedev  | Andrey Rublev    | 6-4, 6-2       | 1 h 31 min |
| 15 nov. à 14 h 30 CET | Carlos Alcaraz   | Andrey Rublev    | 7-5, 6-2       | 1 h 14 min |
| 15 nov. à 21 h CET    | Daniil Medvedev  | Alexander Zverev | 7-67, 6-4      | 1 h 45 min |
| 17 nov. à 14 h 30 CET | Carlos Alcaraz   | Daniil Medvedev  | 6-4, 6-4       | 1 h 20 min |
| 17 nov. à 20 h 30 CET | Alexander Zverev | Andrey Rublev    | 6-4, 6-4       | 1 h 41 min |

##### Classement
| Rang poule | Classement ATP Race | Joueur           | Match(s) G-P | Set(s) G-P | Jeux G-P |
| ---------- | ------------------- | ---------------- | ------------ | ---------- | -------- |
| 1          | 2                   | Carlos Alcaraz   | 2-1          | 5-2        | 39-33    |
| 2          | 3                   | Daniil Medvedev  | 2-1          | 4-2        | 33-28    |
| 3          | 7                   | Alexander Zverev | 2-1          | 4-3        | 40-35    |
| 4          | 5                   | Andrey Rublev    | 0-3          | 0-6        | 21-37    |

### Phase finale
|  |                  |                  |            |            |            |                  |                  |                |            |            |        |        |
|  | 1/2 finale       | 1/2 finale       | 1/2 finale | 1/2 finale | 1/2 finale |                  |                  | Finale         | Finale     | Finale     | Finale | Finale |
|  | 18 novembre 2023 | 18 novembre 2023 | 2 h 29 min | 2 h 29 min | 2 h 29 min |                  |                  |                |            |            |        |        |
|  | 18 novembre 2023 | 18 novembre 2023 | 2 h 29 min | 2 h 29 min | 2 h 29 min |                  |                  |                |            |            |        |        |
|  | Jannik Sinner    | (4)              | 6          | 64         | 6          |                  |                  |                |            |            |        |        |
|  | Jannik Sinner    | (4)              | 6          | 64         | 6          | 19 novembre 2023 | 19 novembre 2023 | 1 h 43 min     | 1 h 43 min | 1 h 43 min |        |        |
|  | Daniil Medvedev  | (3)              | 3          | 7          | 1          | 19 novembre 2023 | 19 novembre 2023 | 1 h 43 min     | 1 h 43 min | 1 h 43 min |        |        |
|  | Daniil Medvedev  | (3)              | 3          | 7          | 1          | Jannik Sinner    | (4)              | 3              | 3          |            |        |        |
|  | 18 novembre 2023 | 18 novembre 2023 | 1 h 28 min | 1 h 28 min | 1 h 28 min | Jannik Sinner    | (4)              | 3              | 3          |            |        |        |
|  | 18 novembre 2023 | 18 novembre 2023 | 1 h 28 min | 1 h 28 min | 1 h 28 min |                  |                  | Novak Djokovic | (1)        | 6          | 6      |        |
|  | Carlos Alcaraz   | (2)              | 3          | 2          |            |                  |                  | Novak Djokovic | (1)        | 6          | 6      |        |
|  | Carlos Alcaraz   | (2)              | 3          | 2          |            |                  |                  |                |            |            |        |        |
|  | Novak Djokovic   | (1)              | 6          | 6          |            |                  |                  |                |            |            |        |        |
|  | Novak Djokovic   | (1)              | 6          | 6          |            |                  |                  |                |            |            |        |        |

### Classement final
| Résultat       | Classement ATP Race | Joueur             | Match(s) G-P | Set(s) G-P | Jeux G-P | Points gagnés | Nouveau rang |
| -------------- | ------------------- | ------------------ | ------------ | ---------- | -------- | ------------- | ------------ |
| Vainqueur      | 1                   | Novak Djokovic     | 4-1          | 9-4        | 78-60    | 1300          | 1            |
| Finaliste      | 4                   | Jannik Sinner      | 4-1          | 8-5        | 73-62    | 1000          | 4            |
| Demi-finaliste | 2                   | Carlos Alcaraz     | 2-2          | 5-4        | 44-45    | 400           | 2            |
| Demi-finaliste | 3                   | Daniil Medvedev    | 2-2          | 5-4        | 44-46    | 400           | 3            |
| Poules         | 7                   | Alexander Zverev   | 2-1          | 4-3        | 40-35    | 400           | 7            |
| Poules         | 8                   | Holger Rune        | 1-2          | 4-4        | 29-36    | 200           | 8            |
| Poules         | 5                   | Andrey Rublev      | 0-3          | 0-6        | 21-37    | 0             | 5            |
| Poules         | 9                   | Hubert Hurkacz     | 0-1          | 1-2        | 13-17    | 0             | 9            |
| Poules         | 6                   | Stéfanos Tsitsipás | 0-2          | 0-4        | 8-12     | 0             | 6            |

## Résultats en double

### Participants
| Ordre de qualification | Classement ATP Race | Date de qualification | Meilleure performance | Équipe                                   | Résultat    |
| ---------------------- | ------------------- | --------------------- | --------------------- | ---------------------------------------- | ----------- |
| 1                      | 1                   | 9 octobre 2023        | F (1) RR (1)          | Ivan Dodig Austin Krajicek               | RR (1V, 2D) |
| 2                      | 2                   | 9 octobre 2023        | V (1) DF (1)          | Wesley Koolhof Neal Skupski              | RR (1V, 2D) |
| 3                      | 3                   | 14 octobre 2023       | F (2) -               | Rohan Bopanna Matthew Ebden              | DF (2V, 2D) |
| 4                      | 6                   | 29 octobre 2023       | V (1)                 | Rajeev Ram Joe Salisbury                 | V (5V, 0D)  |
| 5                      | 5                   | 30 octobre 2023       | V (1) DF (2)          | Marcel Granollers Horacio Zeballos       | F (4V, 1D)  |
| 6                      | 4                   | 2 novembre 2023       | - F (1)               | Santiago González Édouard Roger-Vasselin | DF (2V, 2D) |
| 7                      | 17                  | 2 novembre 2023       | -                     | Rinky Hijikata Jason Kubler              | RR (0V, 3D) |
| 8                      | 7                   | 3 novembre 2023       | -                     | Máximo González Andrés Molteni           | RR (0V, 3D) |

### Remplaçants
| Classement ATP Race | Équipe                            | Résultat |
| ------------------- | --------------------------------- | -------- |
| 8                   | Nathaniel Lammons Jackson Withrow | -        |
| 9                   | Hugo Nys Jan Zieliński            | -        |

### Confrontations avant le Masters
| Équipe                                   | ID/AK | WK/NS | RB/ME | MG/HZ | SG/ERV | RR/JS | MG/AM | RH/JK | Total V-D | % victoires |
| ---------------------------------------- | ----- | ----- | ----- | ----- | ------ | ----- | ----- | ----- | --------- | ----------- |
| Ivan Dodig Austin Krajicek               |       | 2 - 2 | 1 - 0 | 2 - 1 | 2 - 0  | 2 - 2 | -     | 0 - 0 | 9 - 5     | 64,3 %      |
| Wesley Koolhof Neal Skupski              | 2 - 2 |       | 3 - 2 | 1 - 2 | 2 - 2  | 1 - 3 | -     | 2 - 1 | 11 - 12   | 47,8 %      |
| Rohan Bopanna Matthew Ebden              | 0 - 1 | 2 - 3 |       | 0 - 2 | 2 - 0  | 0 - 1 | -     | 0 - 0 | 4 - 7     | 36,4 %      |
| Marcel Granollers Horacio Zeballos       | 1 - 2 | 2 - 1 | 2 - 0 |       | 0 - 2  | 3 - 5 | -     | 0 - 1 | 8 - 11    | 42,1 %      |
| Santiago González Édouard Roger-Vasselin | 0 - 2 | 2 - 2 | 0 - 2 | 2 - 0 |        | 1 - 1 | -     | 0 - 0 | 5 - 7     | 41,7 %      |
| Rajeev Ram Joe Salisbury                 | 2 - 2 | 3 - 1 | 1 - 0 | 5 - 3 | 1 - 1  |       | -     | 0 - 0 | 12 - 7    | 63,2 %      |
| Máximo González Andrés Molteni           | -     | -     | -     | -     | -      | -     |       | -     | -         | -           |
| Rinky Hijikata Jason Kubler              | 0 - 0 | 1 - 2 | 0 - 0 | 1 - 0 | 0 - 0  | 0 - 0 | -     |       | 2 - 2     | 50,0 %      |

### Phase de poules

#### Groupe Vert
- Ivan Dodig
 Austin Krajicek (no 1)
- Santiago González
 Édouard Roger-Vasselin (no 4)
- Marcel Granollers
 Horacio Zeballos (no 5)
- Máximo González
 Andrés Molteni (no 7)

##### Résultats
| Date                  | Vainqueurs                               | Vaincus                                  | Score             | Durée      |
| --------------------- | ---------------------------------------- | ---------------------------------------- | ----------------- | ---------- |
| 12 nov. à 12 h CET    | Ivan Dodig Austin Krajicek               | Máximo González Andrés Molteni           | 6-4, 6-2          | 1 h 17 min |
| 12 nov. à 18 h 30 CET | Marcel Granollers Horacio Zeballos       | Santiago González Édouard Roger-Vasselin | 2-6, 6-3, [10-7]  | 1 h 29 min |
| 14 nov. à 12 h CET    | Santiago González Édouard Roger-Vasselin | Máximo González Andrés Molteni           | 6-4, 6-4          | 1 h 15 min |
| 14 nov. à 18 h 30 CET | Marcel Granollers Horacio Zeballos       | Ivan Dodig Austin Krajicek               | 6-4, 6-4          | 1 h 27 min |
| 16 nov. à 12 h CET    | Santiago González Édouard Roger-Vasselin | Ivan Dodig Austin Krajicek               | 6-4, 3-6, [15-13] | 1 h 41 min |
| 16 nov. à 18 h 30 CET | Marcel Granollers Horacio Zeballos       | Máximo González Andrés Molteni           | 6-3, 6-4          | 1 h 23 min |

##### Classement
| Rang poule | Classement ATP Race | Joueurs                                  | Match(s) G-P | Set(s) G-P | Jeux G-P |
| ---------- | ------------------- | ---------------------------------------- | ------------ | ---------- | -------- |
| 1          | 5                   | Marcel Granollers Horacio Zeballos       | 3-0          | 6-1        | 33-24    |
| 2          | 4                   | Santiago González Édouard Roger-Vasselin | 2-1          | 5-3        | 31-27    |
| 3          | 1                   | Ivan Dodig Austin Krajicek               | 1-2          | 3-4        | 30-28    |
| 4          | 7                   | Máximo González Andrés Molteni           | 0-3          | 0-6        | 21-36    |

#### Groupe Rouge
- Wesley Koolhof
 Neal Skupski (no 2)
- Rohan Bopanna
 Matthew Ebden (no 3)
- Rajeev Ram
 Joe Salisbury (no 6)
- Rinky Hijikata
 Jason Kubler (no 8)

##### Résultats
| Date                  | Vainqueurs                  | Vaincus                     | Score            | Durée      |
| --------------------- | --------------------------- | --------------------------- | ---------------- | ---------- |
| 13 nov. à 12 h CET    | Wesley Koolhof Neal Skupski | Rinky Hijikata Jason Kubler | 6-3, 6-4         | 1 h 18 min |
| 13 nov. à 18 h 30 CET | Rajeev Ram Joe Salisbury    | Rohan Bopanna Matthew Ebden | 6-3, 6-4         | 1 h 0 min  |
| 15 nov. à 12 h CET    | Rohan Bopanna Matthew Ebden | Rinky Hijikata Jason Kubler | 6-4, 6-4         | 1 h 10 min |
| 15 nov. à 18 h 30 CET | Rajeev Ram Joe Salisbury    | Wesley Koolhof Neal Skupski | 6-3, 3-6, [10-7] | 1 h 23 min |
| 17 nov. à 12 h CET    | Rohan Bopanna Matthew Ebden | Wesley Koolhof Neal Skupski | 6-4, 7-65        | 1 h 22 min |
| 17 nov. à 18 h 30 CET | Rajeev Ram Joe Salisbury    | Rinky Hijikata Jason Kubler | 5-7, 6-1, [10-2] | 1 h 22 min |

##### Classement
| Rang poule | Classement ATP Race | Joueurs                     | Match(s) G-P | Set(s) G-P | Jeux G-P |
| ---------- | ------------------- | --------------------------- | ------------ | ---------- | -------- |
| 1          | 6                   | Rajeev Ram Joe Salisbury    | 3-0          | 6-2        | 34-24    |
| 2          | 3                   | Rohan Bopanna Matthew Ebden | 2-1          | 4-2        | 32-30    |
| 3          | 2                   | Wesley Koolhof Neal Skupski | 1-2          | 3-4        | 31-30    |
| 4          | 17                  | Rinky Hijikata Jason Kubler | 0-3          | 1-6        | 23-36    |

### Phase finale
|  |                                          |               |            |            |                                    |               |           |                          |           |        |        |        |
|  | 1/2 finale                               | 1/2 finale    | 1/2 finale | 1/2 finale | 1/2 finale                         |               |           | Finale                   | Finale    | Finale | Finale | Finale |
|  | novembre 2023                            | novembre 2023 | 1 h 19 min | 1 h 19 min | 1 h 19 min                         |               |           |                          |           |        |        |        |
|  | novembre 2023                            | novembre 2023 | 1 h 19 min | 1 h 19 min | 1 h 19 min                         |               |           |                          |           |        |        |        |
|  | Marcel Granollers Horacio Zeballos       | (5)           | 7          | 6          |                                    |               |           |                          |           |        |        |        |
|  | Marcel Granollers Horacio Zeballos       | (5)           | 7          | 6          | novembre 2023                      | novembre 2023 | 1 h 8 min | 1 h 8 min                | 1 h 8 min |        |        |        |
|  | Rohan Bopanna Matthew Ebden              | (3)           | 5          | 4          | novembre 2023                      | novembre 2023 | 1 h 8 min | 1 h 8 min                | 1 h 8 min |        |        |        |
|  | Rohan Bopanna Matthew Ebden              | (3)           | 5          | 4          | Marcel Granollers Horacio Zeballos | (5)           | 3         | 4                        |           |        |        |        |
|  | novembre 2023                            | novembre 2023 | 1 h 47 min | 1 h 47 min | 1 h 47 min                         | (5)           | 3         | 4                        |           |        |        |        |
|  | novembre 2023                            | novembre 2023 | 1 h 47 min | 1 h 47 min | 1 h 47 min                         |               |           | Rajeev Ram Joe Salisbury | (6)       | 6      | 6      |        |
|  | Rajeev Ram Joe Salisbury                 | (6)           | 7          | 3          | 10                                 |               |           | Rajeev Ram Joe Salisbury | (6)       | 6      | 6      |        |
|  | Rajeev Ram Joe Salisbury                 | (6)           | 7          | 3          | 10                                 |               |           |                          |           |        |        |        |
|  | Santiago González Édouard Roger-Vasselin | (4)           | 65         | 6          | 7                                  |               |           |                          |           |        |        |        |
|  | Santiago González Édouard Roger-Vasselin | (4)           | 65         | 6          | 7                                  |               |           |                          |           |        |        |        |

### Classement final
| Résultat        | Classement ATP Race | Équipe                                   | Match(s) G-P | Set(s) G-P | Jeux G-P | Points gagnés | Nouveau rang |
| --------------- | ------------------- | ---------------------------------------- | ------------ | ---------- | -------- | ------------- | ------------ |
| Vainqueurs      | 6                   | Rajeev Ram Joe Salisbury                 | 5-0          | 10-3       | 57-43    | 1500          | 3            |
| Finalistes      | 5                   | Marcel Granollers Horacio Zeballos       | 4-1          | 8-3        | 53-45    | 1000          | 5            |
| Demi-finalistes | 4                   | Santiago González Édouard Roger-Vasselin | 2-2          | 6-5        | 43-38    | 400           | 6            |
| Demi-finalistes | 3                   | Rohan Bopanna Matthew Ebden              | 2-2          | 4-4        | 41-43    | 400           | 2            |
| Poules          | 1                   | Ivan Dodig Austin Krajicek               | 1-2          | 3-4        | 30-28    | 200           | 1            |
| Poules          | 2                   | Wesley Koolhof Neal Skupski              | 1-2          | 3-4        | 31-30    | 200           | 4            |
| Poules          | 7                   | Máximo González Andrés Molteni           | 0-3          | 0-6        | 21-36    | 0             | 7            |
| Poules          | 17                  | Rinky Hijikata Jason Kubler              | 0-3          | 1-6        | 23-36    | 0             | 17           |